# سو موريتا
سو موريتا (باليابانية: 守田 創) (مواليد 14 مايو 1992)، هو لاعب كرة قدم ياباني سابق كان يلعب كمدافع.

## وصلات خارجية
- سو موريتا على موقع رابطة كرة القدم اليابانية للمحترفين (اليابانية)
- سو موريتا على موقع قاعدة بيانات كرة القدم.إي يو (الإنجليزية)
- سو موريتا على موقع Soccerway.com (الإنجليزية)
- سو موريتا على موقع عالم كرة القدم.نت (الإنجليزية)